# Stephen Hartke
Stephen Paul Hartke (1952) é um compositor norte-americano. Nasceu em Orange (Nova Jersey), e cresceu em Manhattan, onde recebeu orientação de seu primeiro professor de piano, Mary Miley. 
Desde a década de 1980 Hartke vive na Califórnia. Estudou na Universidade de Yale, Universidade da Pensilvânia e Universidade da Califórnia (campus Santa Barbara). Nos anos de 1984 e 1985, num projeto com apoio da Fulbright, por ocasião dos 50 anos da USP, foi professor visitante em seu Departamento de Música, em São Paulo, ministrando aulas de composição e iniciação à pesquisa científica em música. Hartke foi compositor residente junto à Los Angeles Chamber Orchestra, de 1988 a 1992. Recebeu encomendas de obras de inúmeros conjuntos e orquestras, incluindo-se a Orpheus Chamber Orchestra para o novo projeto Brandenburg, Glimmerglass Opera (para The Greater Good, ou a Passion of Boule de Suif), [[Orquestra Filarmônica de Nova Iorque, National Symphony Orchestra e Hilliard Ensemble. Foi premiado com a bolsa da Fundação Guggenheim, em 1997, e recebeu ainda os prêmios Charles Ives da Academia Americana de Letras e Artes em 2004, e o prêmio de ópera Charles Ives desta mesma academia, em 2008. 
Suas influências musicais incluem os professores Leonardo Balada e George Rochberg, Stravinsky, música medieval, música sacra da dinastia Tudor, bebop, gagaku, gamelão e outras músicas originárias de culturas diversas. Leciona, desde 1987, na Escola de Música Thornton na Universidade do Sul da Califórnia, onde é um destacado professor de composição.